# Ardisia monticola
Ardisia monticola är en viveväxtart som beskrevs av Ridley. Ardisia monticola ingår i släktet Ardisia och familjen viveväxter. Inga underarter finns listade i Catalogue of Life.